# Абаканович, Бруно
Бруно Абданк-Абакано́вич (пол. Bruno Abdank-Abakanowicz; 6 октября 1852, Вилькомир, Ковенской губернии, Российской империи (ныне г. Укмерге, Литва) — 29 августа 1900, Сен-Мор-де-Фоссе, пригород Парижа) — польский математик, инженер-электротехник, мостостроитель, изобретатель.

## Биография

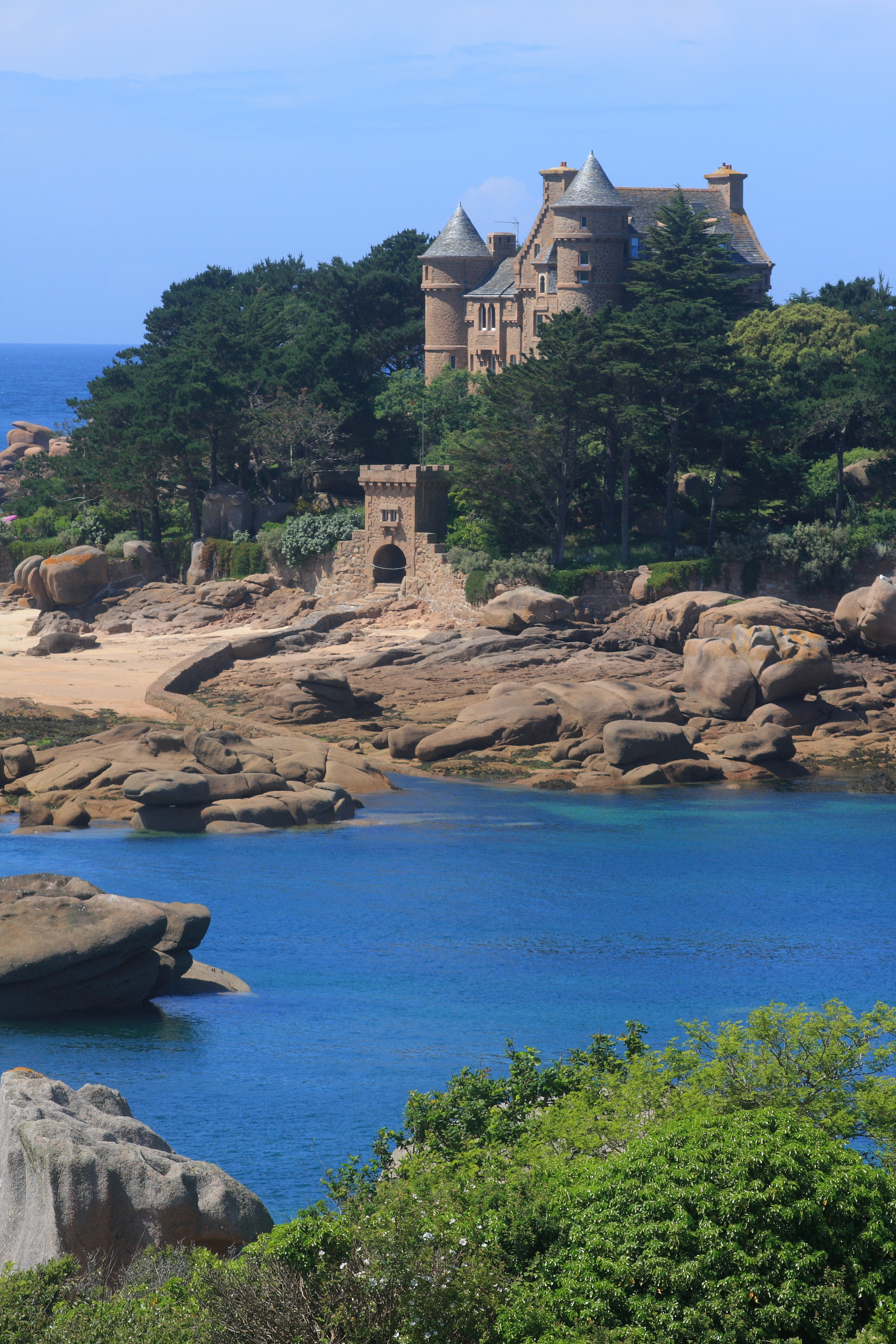
Замок «Château de Costaérès», построенный Б. Абакановичем

Представитель шляхетского рода Абданк татарского происхождения.
Выпускник рижской политехнической школы (Das Baltische Polytechnikum zu Riga), получил специальность инженера мостостроения и дорог. Затем прошёл хабилитацию в области механики во Львовской Политехнической школе и в 1876—1881 году был в ней приват-доцентом; читал лекции по начертательной геометрии и статике, строительной механике.
С 1881 года поселился в Париже, где занимался электротехникой; создал предприятие по производству городского электромеханического оборудования.
С 1878 года сотрудничал с журналом «Нива», опубликовал ряд статей в области естественных наук и промышленности. С 1900 года вёл раздел научной хроники журнала «Атенеум».
В 1889 году он представлял США на Всемирной выставке в Париже.
В 1889 году был награждён Орденом Почётного легиона.
Как большой любитель живописи и искусства помогал польскому художнику А. Герымскому. Поддерживал тесные дружеские отношения с писателем Генриком Сенкевичем.
Жил в собственной вилле в пригороде Парижа — Сен-Мор-де-Фоссе и в построенном по собственному проекту замке «Château de Costaérès» на островке в Перрос-Гирек (Франция).

## Изобретательская деятельность
Б. Абакановичу принадлежит ряд изобретений, среди прочих:
- Интеграф, устройство являющееся разновидностью Интегратора и используемое для расчёта численных значений интегралов при помощи графического метода (запатентованный в 1880),
- Параболограф
- электрический звонок предназначенный для использования на железнодорожных линиях
- электрическую лампу собственной системы и другие.

## Избранные публикации
- Zarys statyki wykreślnej (1876),
- Integrator, krzywa całkowa i jej zastosowanie w mechanice budowniczej,
- Nowe drogi nauki i przemysłu (1878),
- Integrator (1880),
- Integrator. Krzywa całkowa i jej zastosowania w mechanice budowniczej (1880),
- Integratory (1882),
- O nowym integrometrze (1882),
- Nowy sposób budowy zwojów do machin dynamo-elektrycznych (1884) и др.